# بیلی گیفورد
بیلی گیفورد (انگلیسی: Baillie Gifford) شرکت سرمایه‌گذاری اسکاتلندی است، که در زمینه ارائه خدمات مدیریت سرمایه‌گذاری، مدیریت صندوق‌های سرمایه‌گذاری مشترک، مدیریت ثروت و مدیریت دارایی فعالیت می‌نماید.
شرکت بیلی گیفورد در سال ۱۹۰۸ توسط آگوستوس بیلی و کارلایل گیفورد تأسیس شد و در حال حاضر دارایی تحت مدیریت آن معادل ۲۶۲ میلیارد پوند، برآورد می‌شود. دفتر مرکزی این شرکت در شهر ادینبرو، اسکاتلند قرار دارد.